# Carman Maxwell
Pour les articles homonymes, voir Maxwell.
Carman Griffin "Max" Maxwell (27 décembre 1902 - 22 septembre 1987) était un animateur et acteur vocal américain né à Siloam Springs dans l'Arkansas.
Il est la voix originale du personnage de Bosko.

## Biographie
Il a débuté sous la direction de Walt Disney alors installé Kansas City dans le Missouri. Avec Hugh Harman, Rudolf Ising et Friz Freleng, il se sépara de Disney pour former le noyau de ce qui plus tard aller devenir le studio d'animation de la Warner Bros. sous le contrôle de Leon Schlesinger. Maxwell était aussi la voix de leur plus célèbre création Bosko the Talk-Ink Kid.

## Filmographie

### Comme animateur
- 1922 : Jack and the Beanstalk
- 1922 : Goldie Locks and the Three Bears
- 1922 : Puss in Boots
- 1922 : Cinderella
- 1923 : Alice's Wonderland
- 1930 : Congo Jazz
- 1930 : Box Car Blues
- 1931 : Dumb Patrol
- 1931 : Smile, Darn Ya, Smile!
- 1931 : Bosko the Doughboy
- 1931 : Red-Headed Baby
- 1932 : Crosby, Columbo, and Vallee
- 1932 : Bosko the Lumberjack
- 1933 : One Step Ahead of My Shadow
- 1933 : Bosko the Sheep-Herder
- 1933 : Bosko's Picture Show

## Sources
- (en) Cet article est partiellement ou en totalité issu de l’article de Wikipédia en anglais intitulé « Carman Maxwell » (voir la liste des auteurs).